# Xilithus
Genre
Synonymes
- Acrolithus Liu & Li, 2022 nec Freytag & Ma, 1988

Xilithus est un genre d'araignées aranéomorphes de la famille des Phrurolithidae.

## Distribution
Les espèces de ce genre se rencontrent en Chine et au Japon.

## Liste des espèces
Selon World Spider Catalog (version 26, 24/05/2025) :
- Xilithus acerosus (Yao, Irfan & Peng, 2019)
- Xilithus acutus (Fu, Z. S. Zhang & F. Zhang, 2016)
- Xilithus auritus (Fu, Z. S. Zhang & F. Zhang, 2016)
- Xilithus digitatus (Fu, Z. S. Zhang & F. Zhang, 2016)
- Xilithus leibo (Fu, Z. S. Zhang & F. Zhang, 2016)
- Xilithus lingyun (Liu & S. Q. Li, 2022)
- Xilithus meles (Kamura, 2021)
- Xilithus mustela (Kamura, 2008)
- Xilithus ovatus (Fu, Z. S. Zhang & F. Zhang, 2016)
- Xilithus pseudostella (Fu, Jin & Zhang, 2014)
- Xilithus pugio Mu & Zhang, 2023
- Xilithus qizimeishanensis J. Liu & Hu, 2024
- Xilithus ruyii (Liu & S. Q. Li, 2022)
- Xilithus shijiao (Liu & S. Q. Li, 2022)
- Xilithus stella (Kamura, 2005)
- Xilithus vulpes (Kamura, 2001)
- Xilithus wangi Mu & Zhang, 2023
- Xilithus xiajing (Liu & S. Q. Li, 2022)
- Xilithus xiaojing (Liu & S. Q. Li, 2022)
- Xilithus xingdoushanensis (Yao, Irfan & Peng, 2019)
- Xilithus yeniu (Liu & S. Q. Li, 2022)
- Xilithus zhangi (Fu, Jin & Zhang, 2014)

## Systématique et taxinomie
Ce genre a été décrit sous le nom Acrolithus par Liu et Li en 2022 dans les Phrurolithidae. Acrolithus Liu & Li, 2022 étant préoccupé par Acrolithus Freytag & Ma, 1988, il est remplacé par Xilithus par Liu et Li en 2023.

## Publications originales
- Lin, Li & Pham, 2023 : « Taxonomic notes on some spider species (Arachnida: Araneae) from China and Vietnam. » Zoological Systematics, vol. 48, no 1, p. 1-99.
- Liu, Li, Zhang, Ying, Meng, Fei, Li, Xiao & Xu, 2022 : « Unknown species from China: the case of phrurolithid spiders (Araneae, Phrurolithidae). » Zoological Research, vol. 43, no 3, p. 352-355, Suppl. I : p. 1-5, Suppl. II : p. I-CCXX (texte intégral).